# Anthene turkana
Anthene turkana är en fjärilsart som beskrevs av Henry Stempffer 1936. Anthene turkana ingår i släktet Anthene och familjen juvelvingar. Inga underarter finns listade i Catalogue of Life.